# Granskär (vid Jussarö, Raseborg)
Granskär är en ö i Finland. Den ligger i Finska viken väster om Jussarö och i kommunen Raseborg i den ekonomiska regionen  Raseborg i landskapet Nyland, i den södra delen av landet. Ön ligger omkring 89 kilometer väster om Helsingfors.
Öns area är 2,7 hektar och dess största längd är 300 meter i nord-sydlig riktning.